# Pakistan op de Olympische Zomerspelen 2004
Pakistan nam deel aan de Olympische Zomerspelen 2004 in Athene, Griekenland. Voor de derde keer op rij won het geen medaille.

## Deelnemers en resultaten

### Atletiek
| Olympiër       | Onderdeel | Resultaat | Prestatie                |
| -------------- | --------- | --------- | ------------------------ |
| Sajid Muhammad | 400m (m)  | 48e       | serie 7: 7de in 47,45    |
|                |           |           |                          |
| Sumaira Zahoor | 1500m (v) | 44e       | serie 3: 15de in 4.49,33 |

### Boksen
| Olympiër            | Onderdeel | Resultaat | Prestatie                                                                                                |
| ------------------- | --------- | --------- | --- |
| Mehrullah Lassi     | -54kg (m) | 9e        | 1ste ronde: W van KGZ Abdymomunov: 36-22 2de ronde: V van CUB Rigondeaux: scheidsrechterlijke beslissing |
| Sohail Ahmed Baloch | -57kg (m) | 17e       | 1ste ronde: V van UZB Khidirov: scheidsrechterlijke beslissing                                           |
| Asghar Ali Shah     | -60kg (m) | 9e        | 1ste ronde: W van UKR Kravets: 21-17 2de ronde: V van CUB Mesa: 9-24                                     |
| Faisal Karim        | -64kg (m) | 17e       | 1ste ronde: V van ROU Gheorghe: 11-26                                                                    |
| Ahmed Ali Khan      | -75kg (m) | 9e        | 1ste ronde: vrij 2de ronde: V van KAZ Golovkin: 10-31                                                    |

### Hockey
| Olympiër | Onderdeel | Resultaat | Prestatie |
| --- | --------- | --------- | --- |
| Mohammad Nadeem ND Waseem Ahmed Ahmed Alam Salman Akbar Ali Raza Sohail Abbas Zeeshan Ashraf Ghazanfar Ali Dilawar Hussain Adnan Maqsood Rehan Butt Mudassar Ali Khan Kashif Jawwad Shabbir Hussain Shakeel Abbasi Tariq Aziz | mannen    | 5e        | groep A: 3de V van Duitsland: 1-2 W van Egypte: 7-0 W van Zuid-Korea: 3-0 V van Spanje: 0-4 W van Groot-Brittannië: 8-2 5-8ste plek: W van India: 3-0 5-6de plek: W van Nieuw-Zeeland: 4-2 |

| Groep A |                  |             |             |             |             |            |            |            |        |
| #       | Land             | Wedstrijden | Wedstrijden | Wedstrijden | Wedstrijden | Doelpunten | Doelpunten | Doelpunten | Punten |
| #       | Land             | G           | W           | G           | V           | V          | T          | Saldo      | Punten |
| 1       | Spanje           | 5           | 3           | 2           | 0           | 14         | 3          | +11        | 11     |
| 2       | Duitsland        | 5           | 3           | 2           | 0           | 15         | 6          | +9         | 11     |
| 3       | Pakistan         | 5           | 3           | 0           | 2           | 19         | 8          | +11        | 9      |
| 4       | Zuid-Korea       | 5           | 2           | 1           | 1           | 17         | 8          | +9         | 8      |
| 5       | Groot-Brittannië | 5           | 1           | 0           | 4           | 9          | 21         | −12        | 3      |
| 6       | Egypte           | 5           | 0           | 2           | 3           | 2          | 30         | −28        | 0      |

| Ronde       | Datum  | Plaats        | Land | Score            | Land |
| ----------- | ------ | ------------- | ---- | ---------------- | ---- |
| Groepsfase  |        |               |      |                  |      |
| 15 augustus | Athene | Duitsland     | 2-1  | Pakistan         |      |
| 17 augustus | Athene | Egypte        | 0-7  | Pakistan         |      |
| 19 augustus | Athene | Pakistan      | 3-0  | Groot-Brittannië |      |
| 21 augustus | Athene | Spanje        | 4-0  | Pakistan         |      |
| 23 augustus | Athene | Pakistan      | 8-2  | Zuid-Korea       |      |
| 5-8ste plek |        |               |      |                  |      |
| 25 augustus | Athene | Pakistan      | 3-0  | India            |      |
| 5-6de plek  |        |               |      |                  |      |
| 29 augustus | Athene | Nieuw-Zeeland | 2-4  | Pakistan         |      |

### Schietsport
| Olympiër     | Onderdeel | Resultaat | Prestatie                                           |
| ------------ | --------- | --------- | --------------------------------------------------- |
| Khurram Inam | skeet (m) | 37e       | kwalificatie: 37ste met 114 punten (24-24-24-20-22) |

### Zwemmen
| Olympiër     | Onderdeel           | Resultaat | Prestatie             |
| ------------ | ------------------- | --------- | --------------------- |
| Mumtaz Ahmed | 100m vrije slag (m) | 68e       | serie 1: 6de in 59,19 |
|              |                     |           |                       |
| Mumtaz Ahmed | 50m vrije slag (v)  | 59e       | serie 3: 5de in 30,10 |

Afghanistan · Albanië · Algerije · Amerikaanse Maagdeneilanden · Amerikaans-Samoa · Andorra · Angola · Antigua en Barbuda · Argentinië · Armenië · Aruba · Australië · Azerbeidzjan · Bahama's · Bahrein · Bangladesh · Barbados · België · Belize · Benin · Bermuda · Bhutan · Bolivia · Bosnië en Herzegovina · Botswana · Brazilië · Britse Maagdeneilanden · Brunei · Bulgarije · Burkina Faso · Burundi · Cambodja · Canada · Centraal-Afrikaanse Republiek · Chili · China · Chinees Taipei · Colombia · Comoren · Congo-Brazzaville · Congo-Kinshasa · Cookeilanden · Costa Rica · Cuba · Cyprus · Denemarken · Djibouti · Dominica · Dominicaanse Republiek · Duitsland · Ecuador · Egypte · El Salvador · Equatoriaal-Guinea · Eritrea · Estland · Ethiopië · Fiji · Filipijnen · Finland · Frankrijk · Gabon · Gambia · Georgië · Ghana · Grenada · Griekenland · Groot-Brittannië · Guam · Guatemala · Guinee · Guinee‑Bissau · Guyana · Haïti · Honduras · Hongarije · Hongkong · Ierland · IJsland · India · Indonesië · Irak · Iran · Israël · Italië · Ivoorkust · Jamaica · Japan · Jemen · Jordanië · Kaaimaneilanden · Kaapverdië · Kameroen · Kazachstan · Kenia · Kirgizië · Kiribati · Koeweit · Kroatië · Laos · Lesotho · Letland · Libanon · Liberia · Libië · Liechtenstein · Litouwen · Luxemburg · Macedonië · Madagaskar · Malawi · Malediven · Maleisië · Mali · Malta · Marokko · Mauritanië · Mauritius · Mexico · Micronesië · Moldavië · Monaco · Mongolië · Mozambique · Myanmar · Namibië · Nauru · Nederland · Nederlandse Antillen · Nepal · Nicaragua · Nieuw-Zeeland · Niger · Nigeria · Noord-Korea · Noorwegen · Oeganda · Oekraïne · Oezbekistan · Oman · Oostenrijk · Oost‑Timor · Pakistan · Palau · Palestina · Panama · Papoea-Nieuw-Guinea · Paraguay · Peru · Polen · Portugal · Puerto Rico · Qatar · Roemenië · Rusland · Rwanda · Saint Kitts en Nevis · Saint Lucia · Saint Vincent en Grenadines · Salomonseilanden · Samoa · San Marino · Sao Tomé en Principe · Saoedi-Arabië · Senegal · Servië en Montenegro · Seychellen · Sierra Leone · Singapore · Slovenië · Slowakije · Soedan · Somalië · Spanje · Sri Lanka · Suriname · Swaziland · Syrië · Tadzjikistan · Tanzania · Thailand · Togo · Tonga · Trinidad en Tobago · Tsjaad · Tsjechië · Tunesië · Turkije · Turkmenistan · Uruguay · Vanuatu · Venezuela · Verenigde Arabische Emiraten · Verenigde Staten · Vietnam · Wit-Rusland · Zambia · Zimbabwe · Zuid-Afrika · Zuid-Korea · Zweden · Zwitserland